# Сакен Сейфуллін
Сакен Сейфуллін (каз. Сәкен Сейфуллин; 15 жовтня 1894 — 28 лютого 1939) — казахський поет, письменник, державний діяч, основоположник сучасної казахської літератури. Засновник Союзу письменників Казахстану.

## Біографія
Народився 15 жовтня 1894 року в кочовому аулі Акмолинського повіту (нині Карагандинська область).
З 1905 по 1908 роки навчався в російсько-казахській школі при Спаському мідеплавильному заводі. Потім навчався в Акмолинській початковій приходській школі та в Акмолинському трьохкласному міському училищі. Крім цього, у 1912 році Сакен викладає російську мову учням мусульманського медресе.
21 серпня 1913 року Сейфуллін вступає до Омської вчительської семінарії, де навчається разом з Магжаном Жумбаєвим.
У 1914 році Сейфуллін став одним із керівників першого культурно-просвітницького товариства казахської молоді «Бірлік» («Єдність») в Омську. У 1914 році виходить збірка його віршів «Өткен күндер» («Минулі дні»).
У 1916 році працює в комісії з перепису майна 12 волостей Акмолинського повіту. Тоді він пише вірш «Волнение», присвячений визвольному руху казахського народу 1916 року.
З першого вересня 1916 року Сейфуллін стає викладачем в Бугулінській школі, в заснуванні якої брав безпосередню участь.
9 березня 1917 року переїхав в Акмолинськ, де написав вірш привітання Лютневій революції «Спешно собрались мы в поход».
У квітні 1917 року Сакен Сейфуллін створив громадсько-політичну та культурну організацію «Жас қазақ» («Молодий казах»). В липні 1917 року Сакен бере участь у виданні газети «Тіршілік» («Життя»).
З вересня Сейфуллін викладає у новій російсько-казахській школі Акмолинська тримісячні педагогічні курси.
Одразу після Жовтневої революції  С. Сейфуллін написав вірш «Ану-ка, джигиты!», який вважається першим твором казахської радянської літератури. 27 грудня 1917 року в Акмолинську встановлено радянську владу. Сейфулліна обрано членом президіуму Акмолинськької Ради депутатів та призначено народним комісаром просвіти. У лютому прийнятий до РКП(б). 1 травня 1918 року відбулась прем'єра спектаклю за п'єсою С. Сейфулліна «Бақыт жолына» («По дорозі до щастя»).
4 червня 1918 року до Акмолинська зайшли білогвардійці, а Сейфулліна арештували та 5 січня 1919 року етапували з акмолинської тюрми до Петропавловська. Його помістили у «вагон смерті» отамана Аненкова, де він провів 47 діб (24 січня — 12 березня). В Омську зумів втекти з колчаковської тюрми (3 квітня) та до липня добрався до рідного аулу. Через два місяці С. Сейфуллін змушений тікати до Ауліє-Ата.
Після входу військ Червоної армії, він повертається до Акмолинська 7 травня 1920 року. Його призначають завідувачем адміністративного відділу ревкому.
На з'їзді Рад 26 липня Сейфулліна обрано членом виконавчого комітету та призначено заступником голови Акмолинського виконавчого комітету Ради народних депутатів, завідує административним відділом, а 12 жовтня обрано членом президіуму Центрального Виконавчого Комітету Киргизької АСРР.
У листопаді був присутнім на VIII з'їзді Рад та слухав доповідь В.І. Леніна про план ГОЕЛРО. У 1921 році — член надзвичайної комісії з приєднання Акмолинської та Семипалатинської областей до Киргизької АСРР.
13 червня 1922 року Сейфулліна призначено зступником народного комісара просвіти республіки та редактором республіканської газети «Еңбекши қазақ» («Трудовий казах») (пізніше називалась «Социалистік Қазақстан»).
Проте уже в грудні 1922 року III з'їздом Киргизької (Казахськой) АСРР РРФСР обраний головою Ради Народних Комісарів республіки (головою уряду Казахстану).
Не дивлячись на свою зайнятість Сакен продовжував писати вірші й у 1922 році вийшла збірка віршів «Асау тұлпар» («Невгамовний скакун»), драма «Қызыл сұңқарлар» («Червоні соколи»).
23—30 грудня 1922 року — делегат X з'їзду Рад РРФСР та Всесоюзного засновного з'їзду Рад СРСР, що проголосили утворення Союзу Радянських Соціалістичних Республік, обраний членом ЦВК.
У квітня 1923 року — делегат XII з'їзду РКП(б).
22 листопада президією Киргизького (Казахського) ЦВК (парламенту) на основі рішення XII з'їзду РКП(б) прийнято постанову про ведення діловодства казахською мовою.
Виходять уривки історико-мемуарного роману «Тернистый путь» в журналі «Қызыл Қазақстан» («Червоний Казахстан») та вірш «Ленин».
Після смерті Леніна Сейфуллін вирушив до Москви та очолив казахську делегацію на похоронах. Після цього вийшла його стаття в «Известиях» «В. И. Ленин и пробуждающийся Восток».
7 квітня 1925 року Сакен Сейфуллін призначений керівником академічного центруа при Казнаркомпросі.
Вийшла поема «Совестан».
У травні 1926 року С. Сейфулліна призначено завідувачем істпарту Казкрайкому ВКП(б).
У грудні 1926 року Сакен одружився з Гульбарам Батирбековою.
У 1927 році Сейфулліна призначено ректором Кзил-Ординського інституту народної просвіти. Вийшов альманах «Жыл құсты» («Перша ластівка»), складений із творів казахських письменників під редакцією С. Сейфулліна.
З травня 1928 року — лектор Ташкентського казахського педагогічного інституту, керівник літооб'єднання казахської молоді. З серпня 1929 доцент кафедри казахської літератури Казахського педагогічного інституту.
Сакен починає збір зразків казахської усної творчості та літератури. У 1932 році видана перша частина його історії казахської літератури як підручник для студентів вузу. У 1931 році — публікація уривків із сатиричного роману «Наш быт».
12 червня 1934 року, за три місяці до відкриття першого з'їзду письменників СРСР, відбувся Перший з'їзд письменників Автономної Казахської Республіки (що входила на той час до Російської Федерації), який об'єднав всіх благонадійних літераторів в Союз радянських письменників Казахстану. Вступне слово сказав засновник Союзу Сакен Сейфуллін. Першим головою було обрано Ільяса Джансугурова.
В серпні-вересні 1934 року Сейфуллін брав участь у роботі Першого Всесоюзного з'їзду радянських письменників.
З вересня 1934 року Сейфуллін — професор Казахського комуністичного інституту журналістики.
У 1935 році видано поему «Социалистан» та повість «Айша». Сакен бере участь в декаді казахської літератури та мистецтва в Москві.
У 1936 році Сейфуллін перший з казахських письменників нагороджений орденом Трудового Червоного Прапора.
24 вересня 1937 року арештований НКВС КРСР. Його засудили 25 лютого 1938 року за статтями 58-2, 58-7, 58-8, 58-11 КК РРФСР. Розстріляний 25 квітня 1938 року о 16 годині 40 хвилин як «ворог народу» в одній із тюрем НКВС в Алма-Аті. 21 березня 1957 року реабілітований Військовою Колегією Верховного Суду СРСР за відсутністю складу злочину.